# Marius Høibråten
Marius Christopher Høibråten, más conocido como Marius Høibråten, (Oslo, 23 de enero de 1995) es un futbolista noruego que juega de defensa en el Urawa Red Diamonds de la J1 League.

## Trayectoria
Høibråten comenzó su carrera deportiva en el Lillestrøm SK, con el que debutó como profesional el 1 de mayo de 2011 en un partido de la Copa de Noruega.
En 2012 se marchó cedido al Strømmen IF.
Entre 2014 y 2018 jugó en el Strømsgodset IF, el cual abandonó para fichar por el Sandefjord Fotball.

### Bodø/Glimt
En 2020 fichó por el F. K. Bodø/Glimt.

## Selección nacional
Høibråten fue internacional sub-17, sub-19 y sub-21 con la selección de fútbol de Noruega.

## Clubes
| Club                 | País    | Año       |
| -------------------- | ------- | --------- |
| Lillestrøm SK        | Noruega | 2011-2013 |
| Strømmen IF (cedido) | Noruega | 2012      |
| Strømsgodset IF      | Noruega | 2014-2018 |
| Sandefjord Fotball   | Noruega | 2018-2020 |
| F. K. Bodø/Glimt     | Noruega | 2020-2023 |
| Urawa Red Diamonds   | Japón   | 2023-     |

## Palmarés

### Títulos nacionales
| Título      | Club             | País    | Año  |
| ----------- | ---------------- | ------- | ---- |
| Eliteserien | F. K. Bodø/Glimt | Noruega | 2020 |
| Eliteserien | F. K. Bodø/Glimt | Noruega | 2021 |

### Títulos internacionales
| Título                      | Club               | País  | Año  |
| --------------------------- | ------------------ | ----- | ---- |
| Liga de Campeones de la AFC | Urawa Red Diamonds | Japón | 2022 |